# Didier Lupi Second
Didier Lupi Second (?, geb. omstreeks 1510-1520 - Lyon, na 1559?) was een Frans componist, die vaak verward wordt met componisten met een soortgelijke naam zoals Lupus en Jehan Leleu, genaamd Johannes Lupi.

## Leven
Didier Lupi Second leefde en werkte in Lyon. Hij publiceerde daar geestelijke en wereldlijke chansons en Franse psalmzettingen.
Didier Lupi Second genoot de bescherming van rijke Lyonese handelaars en Italiaanse bankiers. Het laatste spoor dat we van hem aantreffen is zijn chanson O que je vis en estrange martyre op een tekst van de zoon van de gouverneur van Lyon, Jean du Peyrat, geschreven voor Clémence de Bourges in 1559.
Afgezien van 45 profane liederen in zijn Tiers livre (1548), bestaat het werk van Didier Lupi Second uitsluitend uit psalmen (Trente psaumes traduits en vers français par Gilles Daurigny), geestelijke liederen op gedichten van Guillaume Guéroult, Clément Marot en Charles Fontaine.

## Susanne un jour
Muzikale zettingen van het Bijbelse verhaal van Susanna en de ouderlingen, ontleend aan de tenorpartij van Lupi’s lied, groeiden uit tot de meest populaire melodieën van de late Renaissance, vooral in Frankrijk. Het meest beroemde lied dat het wedervaren van Suzanna verhaalde is het chanson spirituelle, op tekst van Guillaume Guéroults, Susanne un jour d'Amour solicitée, voor het eerst op muziek gezet door Didier Lupi en gepubliceerd in 1548 in de verzameling Premier livre de chansons spirituelles, nouvellement composees par Guillaume Gueroult, mises en musique à 4 parties par Didier Lupi second & aultres (Lyon, gebroeders Godefroy en Marcellin Beringen). Deze oorspronkelijke bloemlezing werd gereviseerd en herdrukt door du Chemin in Parijs in 1559 en 1568. Guéroult liet het gedicht ook in een andere verzameling uitgaan, de Premier livre des Pseaumes, Cantiques et Chansons spirituelles: traduictz & composees, bonne partie par G. Gueroult, dat in Genève in 1554 verscheen.

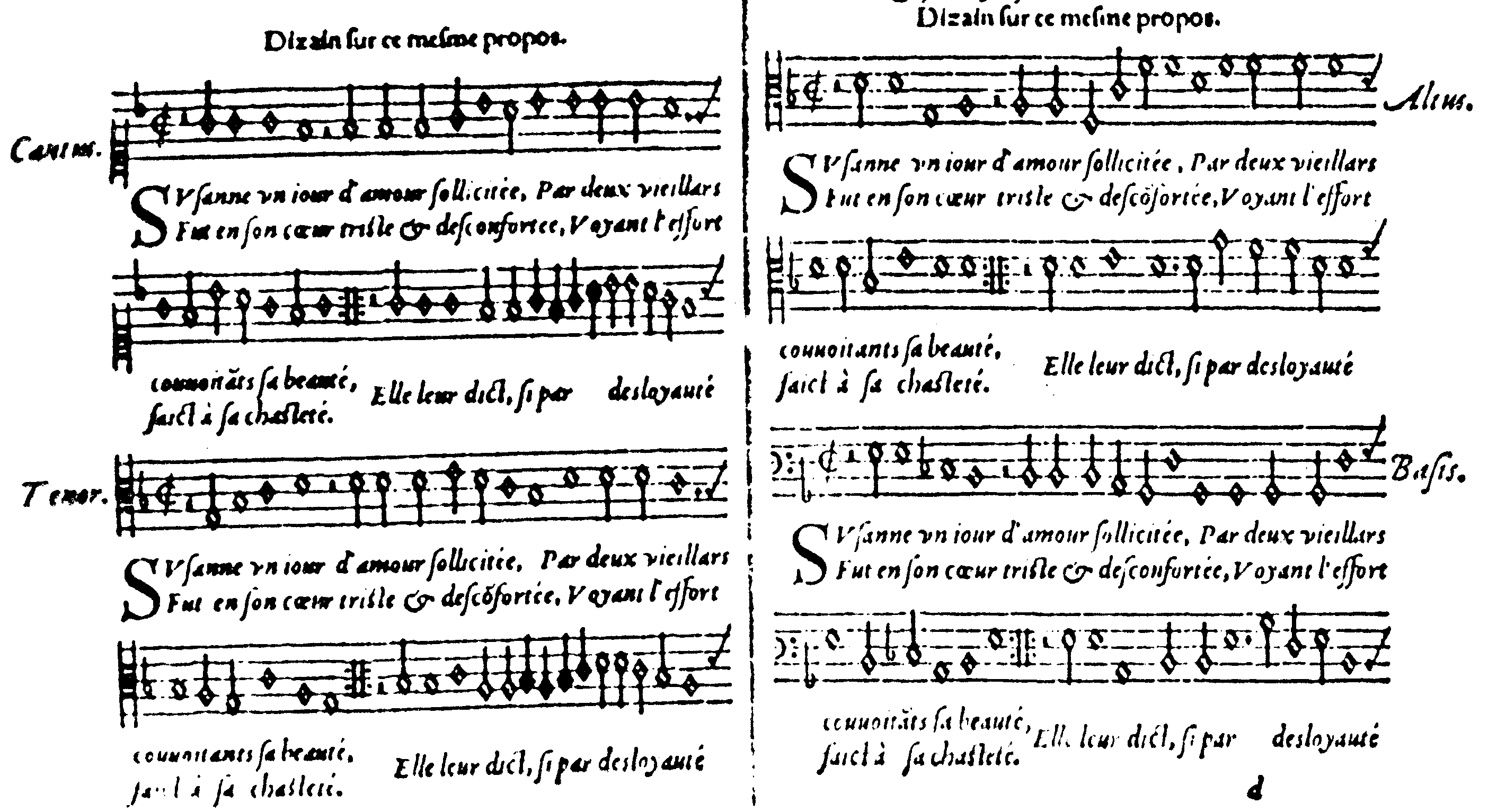
De gedrukte partituur van Didier Lupi Seconds Susanne un jour

Guéroults Susanne, zoals op muziek gezet door Lupi, gaf aanleiding tot een veertigtal liederen, waarvan vele chansons-parodieën, van meer dan 20 verschillende componisten, onder wie Pierre Certon, Gerardus van Turnhout, Ludovicus Episcopius, Marc'Antonio Ingegneri, Claude Lejeune, Orlando di Lasso en niet te vergeten Jan Pieterszoon Sweelinck en was inspiratiebron van onder meer Nederlandse, Duitse en Engelse liederen. Het chanson van Lasso gaf op zijn beurt aanleiding tot tal van instrumentale versies die gedurende enkele decennia over heel Europa worden aangetroffen. Deze zettingen, zowel als instrumentale arrangementen van vocale versies door andere componisten, tonen een grote variëteit aan compositionele technieken en stijlen. Een Engelse parodie (met Engelse tekst) werd gepubliceerd in 1588 (zie externe link voor de tekst).
| De tekst van het gedicht van Guillaume Guéroult | De tekst die componist Gerardus van Turnhout gebruikt (dichter onbekend) |
| --- | --- |
| Susanne un jour d'amour solicitée Par deux viellardz, convoitans sa beauté, Fust en son coeur triste et desconfortée, Voyant l’effort fait à sa chasteté. Elle leur dict, Si par desloyauté De ce corps mien vous avez jouissance, C’est fait de moy. Si ie fay resistance, Vous me ferez mourir en deshonneur. Mais j’aime mieux périr en innocence, Que d’offenser par peché le Seigneur. | Susanna haer baeiende in een fonteijn Twee ouders vileijn Verborgen in den boomgaert stille Als sij aensagen heur schoon naect lichaem rein, Oneerlijk certein Wouden sij volbringen hunnen valschen wille. Daerom sprack sij: / ‘Heere staet mij bij, Want seer benaut ben ick met druefheijts banden Mijn herte kendi / tes beter mij Onnosel te vallen in smenschen handen Dan Godt te vertoren met grooter schanden.’ componist: Gerardus (van) Turnhout Uit Een Duijtsch musijck boeck, Leuven, Peeter Phalesius & Antwerpen, Jean Bellerus, 1572 |

Orlando di Lasso en een reeks andere componisten gebruikten Lupi’s zetting als basis voor hun eigen versie op de een of andere manier. Lasso’s chanson is vijfstemmig, in de Dorische modus, getransponeerd naar G en werd drie keer gepubliceerd in 1560:
- bij Tielman Susato, Quatorsiesme livre a quatre parties (supplement).
- bij Petrus Phalesius, Tiers livre des chansons a quatre, cincq et six parties compsez par Orlando di Laissus, Leuven.
- bij Adrian Le Roy, Livre des meslanges.